# Woroniczowie herbu Pawęża

Herb Woroniczów

Woroniczowie herbu Pawęża – polska rodzina arystokratyczna o korzeniach litewsko-ruskich pieczętująca się herbem Pawęża. Ród ten oprócz Wołynia, Kijowszczyzny i Podola zamieszkiwał też Litwę. Do rodziny Woroniczow należało wielu wybitnych oficerów, posłów, starostów, pisarzy, etc.

## Historia rodu
Według Niesieckiego, Woroniczowie wywodzą się z Jelców. Protoplastą rodziny jest bezimienny Worona, najmłodszy syn Aleksandra Hrehorowicza, hetmana Świdrygiełły i prawdopodobnym ojcem Iwaszki Worony starszego i Gniewosza. Według Paprockiego, Woroniczowie są blisko spokrewnieni z Niemirami, Czerlińskimi, Tysza-Bykowskimi, Kmitami (Kmicicami), Olizarami Wołkiewiczami, Strybilami i Hosckimi.
W dziejach rodu znaczącym faktem było nadanie bojarowi żytomierskiemu Iwaszkowi Woronie (starszemu) wioski Krosznia (dziś dzielnicy Żytomierza) przez króla Aleksandra Jagiellończyka dnia 22 maja 1506, a jego bratu Gniewoszowi Woronie Łowkowa i Iwankowa. Przejmując dobra Boratyn (obecnie dzielnica Łucka), Trojanów, Tatarynówkę, Dworzec i Szumsk leżące koło Żytomierza, Woroniczowie podzielili się na dwie gałęzie: Worona-Boratyńskich i Woroniczów trojanowskich, którzy osiedlili się także w Rzyszczowie i Chodorowie nad Dnieprem. Z czasem Woronicze trojanowscy rozdzielili się ponownie na dwie gałęzie: prymasowską (po Marcinie) i senatorską (po Teodorze). Poprzez wiano ostatniej z rodu – Szczęsnej z Woroniczów dobra wołyńskie i rzyszczowskie przeszły na hrabiów Działyńskich.
Liczne archiwa Woroniczów są dostępne w Zbiorach Czołowskiego, a genealogiczne w Państwowych Archiwach Miejskich Żytomierza i Kijowa. Na ich bazie genealogia rodu została także opracowana przez Józefa Ignacego Kraszewskiego i Kazimierza Pułaskiego. Jeśli spór o Wasyla z linii trojanowskiej zostanie rozstrzygnięty na rzecz Wasyla z linii boratyńskiej, to drzewo genealogiczne Woroniczów zostanie substancjalnie zmienione.
Osobistościami rodu są Samuel Woronicz, cześnik czernichowski i podczaszy kijowski, Nikodem Kazimierz na Szumsku Woronicz, kasztelan kijowski, Jan Paweł Woronicz, arcybiskup i prymas, Janusz Woronicz, polityk, jeden z najwybitniejszych działaczy Hotelu Lambert, członek Wielkiej Emigracji czy ksiądz Józef Woronicz (ksiądz) zamordowany przez Bolszewików.